# Póníové

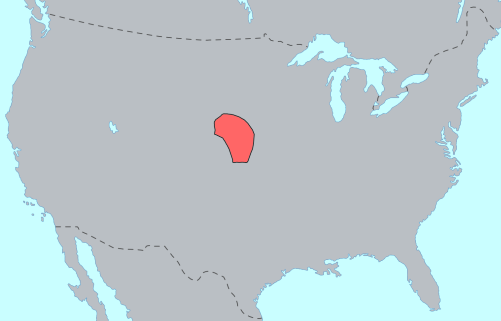
Území kmene Póní

Póníové (anglicky Pawnee, též Paneassa, Pari či Pariki) jsou severoamerický indiánský kmen, který náleží ke Caddoan'ské jazykové větvi. Jméno Pawnee (Póní) vychází z výrazu pariki, což znamená „roh“. Jde o odkaz na jejich typický účes. Samotní Póníové nazývali sami sebe Chaticks-si-Chaticks, což znamená „muži mužů“.
Tradiční území kmene se nacházelo v oblasti Velkých planin mezi řekami Loup, Platte a Republican v dnešní Nebrasce a severním Kansasu na americkém Středozápadě, odkud byli v letech 1874–1875 přemístěni do Indiánské rezervace ležící na území dnešní Oklahomy.

## Historie
První zmínka o Póníích pochází z roku 1541, kdy se španělský conquistador Francisco Vázquez de Coronado setkal v dnešním Kansasu s póníjským náčelníkem z Nebrasky.

V 18. století sehráli Póníové jako spojenci Francouzů významnou roli, když v roce 1720 porazili vojenské Villasurovo tažení a tím zabránili španělské expanzi do oblasti Velkých planin.
Na počátku 19. století čítala populace Póníů asi 10 000 jedinců. Následkem válek, zejména však epidemií cholery a neštovic jejich počet klesl až na 4000 v roce 1859. Poté dále klesal na 2000 v roce 1876 a pouhých 650 jedinců v roce 1900. Posléze se tento pokles zastavil, takže roku 1970 čítala populace příslušníků kmene Póní 2000 jedinců a v roce 2005 5500.

## Kultura

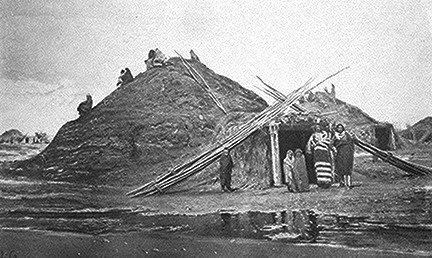
Póníjské obydlí v Nebrasce v roce 1873

Póníové bývají obecně klasifikováni jako kultura plání, přestože se svým způsobem života odlišovali od ostatních prérijních kmenů, jako byli Arapahové nebo Šajeni. Byl to usedlý zemědělský kmen, jehož příslušníci sídlili v poměrně velkých vesnicích tvořených hliněnými obydlími. Pěstovali kukuřici, fazole, dýně a tykve. Po příchodu koně do oblasti Velkých planin sice přejali některé prvky loveckého způsobu života, zemědělství však nadále zůstalo hlavním zdrojem jejich obživy, přestože se z nich stali vynikající lovci.

### Obydlí
Póníjské hliněné obydlí (anglicky Earth Lodge) obývalo obvykle větší množství rodin, mezi nimiž nemusel nutně existovat příbuzenský vztah. Neplatilo též žádné pravidlo týkající se omezení počtu rodin v obydlí. Většina staveb pojala mezi 30 až 50 lidmi.

## Kmenová organizace
Póníové se geograficky a společensky dělili do čtyř skupin. Každou z nich tvořil různý počet vesnic. Čtyři hlavní skupiny byly:
- Chaui
- Kitkehahki
- Pitahauerat (či Tappage)
- Skidi nebo Wolf (v současné literatuře Panimaha)

Skupina Chaui bývá obecně označována jako vůdčí, ačkoli každá skupina byla do značné míry autonomní.

## Náboženství
Původní náboženství Póníů bylo animistické s prvky šamanismu. Uctívali především božstvo jitřenky, spojené s plodností a zemědělstvím. Na jeho počest pořádali každoročně několikadenní rituál, spojený původně i s lidskou obětí. Póníové byli vedle Načezů a Tonkawů jediní severoameričtí indiáni, kteří lidské oběti praktikovali. Tento zvyk zanikl roku 1817, kdy syn Petelashera, náčelníka skupiny Skidi, zachránil komančskou dívku, která měla být obětována. Obětování bylo prováděno tak, že vybraného zajatce přivázali k dřevěnému rámu, mučili ohněm a nakonec zastřelili šípy. Podle jiných zpráv docházelo i k vyříznutí srdce, podobně jako u Aztéků.
Mezi Póníi působil válečný spolek Děti Irusky, jehož členové byli tzv. opačníci a dělali vše naopak, než bylo běžné. Jejich obdobu lze najít i u dalších kmenů severoamerických indiánů, nejznámější jsou patrně Heyokové u Siouxů.